# Bliki
Blikiはウィキをサポートするブログである（WikiLog、Wog、WikiWeblog、Wikiblog、あるいはBlokiとしても知られる）。つまり、記事をブログに投稿した後に（あるいは投稿する前に）、誰でもあるいは認証されたユーザグループがその記事を編集することができる。
この2つのインターネットコンセプトの結合は人気の高いブログの経験をよりインタラクティブにすることを目的に考えられた。また別の効果（とりわけ新しいブログに対して）は、より多くの人に編集できるようにすることで、投稿された記事の品質と正確性の改善である。けれど、このようなシステムでは荒らしが問題になるかもしれない。そして悪意のあるインタラクションに対抗するステップが取られるべきだろう。
けれど、この2つのコンセプトを結合することの主たる有利な点は、諸々のアイデアを関係づける上でウィキの使い勝手を大きく向上させることだ。これは効果的にブログの投稿を適切なウィキの記事に向かわるものの、ブログの即時性を保つのである。かくして、blikiは時間とともに全体として進化することができるし、また過去の情報はただ霧散したり埃をかぶって埋もれることがなくなる。
ウィキエンジンの多くはRSSフィードを提供できる。したがってユーザは更新や変化の通知を購読できる。けれど、RSSフィードをもったコンテンツ管理システムがブログである必要はない。つまりRSSをサポートするウィキエンジンはblikiである必要はない。通常は反時系列に日付付きラベルでエントリを示しているので、blikiはウィキよりはブログに似ている。
ブログとウィキ双方の人気が高まったのと、それに呼応した商業主義のため、両者の区別にかんして大きな曖昧さが生じた。ウィキを作るものだと宣伝するあるソフトウェアはブログとほとんど変わらないものだし、別のものはテキストエディタでしかない。心に留めておくべき主たる相違は次のとおりである。真のウィキは協同的なものである。つまり、読点を挿入したり、文を区切ったり、ページを追加したりなど、どのような程度であれ、誰もが文書のどの部分でも編集可能だ。ブログはもっと独白、あるいは書き手からの宣言のように機能しようとする。読者はそれに対して自分のコメントを追加して構わないが、ブログ本文を変更することはできない。
ウィキを作るのに最適と謳ったフォーラムソフトウェアに関しても同じく注意すべきだろう。